# 御園行洋
御園 行洋（みその ゆきひろ、1976年11月12日 - ）は、日本の男性声優。千葉県長生郡白子町出身。妻は、元声優の横尾恵。

## 経歴
CHK声優センター、江崎プロダクション俳優養成所、声の劇団イマージュ付属研究所2期生、声の劇団イマージュ、RME（旧：モアナ・ファクトリー、2006年10月まで所属）を経て2007年1月よりケンユウオフィスに所属していた。

## 人物
声種はテノール。
趣味はテレビゲーム。特技は声の幅の広さ。
資格は普通自動車一種免許。

## 出演

### テレビアニメ
出演時期不明
- それいけ!アンパンマン（町人）

2001年
- 魔法戦士リウイ（男E）

2002年
- おジャ魔女どれみドッカ〜ン!（医者、門番A）
- デジモンフロンティア（通行人）

2003年
- 明日のナージャ（警官）
- 金色のガッシュベル!!（連次）

2004年
- NARUTO -ナルト-（木ノ葉の忍、木ノ葉の暗部、黒丸）

2006年
- しましまとらのしまじろう
- 内閣権力犯罪強制取締官 財前丈太郎（古橋）

2007年
- 怪物王女（男B）
- BLUE DRAGON（兵士、バット、監視兵、機関長、ローゼンクロイツ兵）

2008年
- 狼と香辛料（農夫B）
- 仮面のメイドガイ（乳クラブ・猪口、主催者）
- GUNSLINGER GIRL -IL TEATRINO-（ヴィート）
- 君が主で執事が俺で（店主）
- キミキス pure rouge（現国教師）
- 狂乱家族日記（超常現象対策局一課課長、安藤、部下B、隊員A、伯爵、警備員A、男性局員C）
- 銀魂（亀兵士B、PC起動声、フルーツチンポ侍G）
- ゴルゴ13（警備員）
- 灼眼のシャナII（Second）（“聚散の丁”ザロービ）
- セキレイ（大家）
- TYTANIA -タイタニア-（ボルドレーン、トーマス、ヴェヒター、巡洋艦艦長、宿泊客、首席補佐官）
- チーズスイートホーム（クロいのの飼い主）
- 鉄腕バーディー DECODE（ベ・ゲラブ・ベラ、神祇官）
- ドルアーガの塔 〜the Aegis of URUK〜（伝令）
- のだめカンタービレ 巴里編（参加者D、男性教師、男2）
- はっけん たいけん だいすき! しまじろう
- BLUE DRAGON 天界の七竜（士官）
- 北斗の拳 ラオウ外伝 天の覇王（ギオン、老人）
- まかでみ・WAっしょい!（獣人）
- レンタルマギカ（幹部）

2009年
- 明日のよいち!（怒苦労連合B、アサミガワ亭店主）
- CANAAN（アンブルームA、ブローカー、カラオケの男、正装の客、武装警察、国防長官、観客A、僧）
- クイーンズブレイド 流浪の戦士（評議員B）
- グイン・サーガ（シバ、ドラ、ブルク、モンゴール兵、鍵番、カウロス軍、パロ市民、アグラーヤ兵）
- しゅごキャラ!!どきっ（客）
- ドルアーガの塔 〜the Sword of URUK〜（召使い）
- バスカッシュ!（ビアンコ、署長、医師、男B、観客、ドニ、記者、トリプルA、アナウンサー 他）
- Phantom 〜Requiem for the Phantom〜（警官）

2010年
- NARUTO -ナルト- 疾風伝（黒丸）

2011年
- しまじろう ヘソカ

2012年
- AKB0048（友歌の父）
- カンピオーネ! 〜まつろわぬ神々と神殺しの魔王〜（老貴婦人）
- じょしらく（男）
- TARI TARI（遠山先生）

2013年
- AKB0048 next stage（友歌の父）
- とある科学の超電磁砲S（スキルアウト）
- はたらく魔王さま！（セルヴァンテス）

### OVA
- NARUTO -ナルト- 滝隠れの死闘 オレが英雄だってばよ!（2004年、村人）
- 快盗天使ツインエンジェル（2008年、機長）
- HELLSING（2008年、英国国防総省スタッフ）

### Webアニメ
- サイバーパンク エッジランナーズ（2022年、アダム・スマッシャー）

### ゲーム
2002年
- 僕と、僕らの夏（市村章）

2003年
- Piaキャロットへようこそ!!3（冬木春彦）

2007年
- 智代アフター 〜It's a Wonderful Life〜 CS Edition（岡崎直幸）
- メガゾーン23 青いガーランド（TVプロデューサー）

2008年
- あかね色に染まる坂 ぱられる（優姫父）
- マナケミア2 〜おちた学園と錬金術士たち〜（闇のマナ）
- レイトン教授と最後の時間旅行 ※ ニンテンドーDS

2009年
- 朧村正（越後屋）
- 仮面のメイドガイ ボヨヨンバトルロワイアル（乳クラブ・猪口）
- Sweet HoneyComing（七里公蔵）
- 零・超兄貴（サムソン）
- 桃色大戦ぱいろん（サムソン）

2010年
- EAT LEAD マット・ハザードの逆襲（スーパーカルロ）
- 維新恋華 龍馬外伝（白石正一郎）
- イナズマイレブン3 世界への挑戦!!（大会係員）
- ニード・フォー・スピード ホット・パースート
- HOSPITAL. 6人の医師（アルベール・サルトル）

2011年
- 第2次スーパーロボット大戦Z 破界篇
- デビルサバイバー オーバークロック（九頭竜）
- ラストストーリー（ゼーシャ）

2013年
- KILLER IS DEAD（ヴィクター）

2020年
- 龍が如く7 光と闇の行方
- サイバーパンク2077（ジェンキンス　スキッピ―）

2024年
- 金色のガッシュベル!! 永遠の絆の仲間たち（連次）
- 龍が如く8

### ドラマCD
- 今日もなお執事（羽咋）
- ダブルミンツ（刑事）
- テレパシー少女 蘭（蘭のお父さん）
- ローズ×マリー 妖血の囁き（ベルクマン）

### 吹き替え

#### 映画
- 嵐が丘（ロックウッド）※PDDVD版
- アルナーチャラム 踊るスーパースター
- アルマゲドン2007
- アレックス・ライダー
- 失われた週末（ナット）※PDDVD版
- お願い!プレイメイト
- ツタン・カーメンの秘宝 失われた王宮/太陽の王子
- デス・ヴィレッジ
- デンジャラスな妻たち（グローヴァー〈スティーヴン・ルート〉）
- ノイズ
- 巴里のアメリカ人（アダム〈オスカー・レヴァント〉）※PDDVD版
- ファイナル・オプション（デニス〈ジョン・モリソン〉）※DVD版
- ブルー・イグアナの夜（デイブ）
- プレスリーVSミイラ男
- プロジェクトV（バイオント） 史上最悪のダム災害
- ベッドタイム・ストーリー
- ホロコースト -アドルフ・ヒトラーの洗礼-
- リーサルドーズ
- ルール3（ハウイー〈A.J.バックリー〉）
- レボリューショナリー・ロード/燃え尽きるまで

#### テレビドラマ
- iCarly
- ありがとうございます（パク・テクドン〈キム・ハギュン〉）
- エデンの東（クク・デファ〈ユ・ドングン〉）
- NUMBERS 天才数学者の事件ファイル（イアン・エジャートン捜査官〈ルー・ダイアモンド・フィリップス〉）